# Флаг Кугарчинского района
Флаг Кугарчи́нского муниципального района Республики Башкортостан Российской Федерации.

## Описание
«Прямоугольное полотнище с соотношением ширины к длине 2:3, воспроизводящее композицию герба Кугарчинский района в синем, жёлтом и белом цветах».

## Обоснование символики
Флаг, разработанный на основе герба Кугарчинского района, несёт в себе идеологию созидания, роста и служения родной земле.
Основой композиции флага муниципального района Кугарчинский район являются название района, природные условия, а также особенности его исторического и экономического развития.
Название Кугарчинского района произошло от башкирского слова «кугарсен», которое в переводе на русский язык означает «голубь». Поэтому центральной фигурой флага является голубь, занимающий почти всё полотнище. Отражая название района, голубь одновременно является геральдическим символом чистоты и миролюбия. Его распростёртые крылья и орнамент на них в виде спирали показывают стремление района в будущее, преодоление препятствий и движение вперёд.
Серебряный (белый) цвет голубя является символом чистосердечности, искренности, мудрости и благородства, качествами, которыми в полной мере наделены кугарчинцы.
Золотые (жёлтые) веточки вяза в лапах голубя — являются атрибутом башкирского рода «кипчак», проживающих с средневековья на территории современного Кугарчинского района и символизирует непрерывность истории развития района, связь времён: прошлого, настоящего и будущего.
Бережное отношение и уважение к историческому прошлому и к своим предкам символизируют элементы национального орнамента «кускар» на крыльях голубя. Одновременно национальный орнамент «кускар», символизирующий в башкирской культуре земледелие, отражает сельскохозяйственную направленность экономики района.